# Adolf Yushkevich
Adolph–Andrei Pavlovich Yushkevich (em russo:  Адо́льф–Андре́й Па́влович Юшке́вич; Odessa, 15 de julho de 1906 — Moscou, 17 de julho de 1993) foi um matemático soviético.